# 督查 (纳粹党)
督查是一个纳粹党的政治衔级，曾于1932年年間由格雷戈尔·施特拉塞尔短暂設置。阿道夫·希特勒对行政细节和乏味的日常组织问题不感兴趣，因此他在党的架构、组织工作方面给予格雷戈尔·施特拉塞尔以极大自由。